# Pagnotta del Dittaino

Pagnotta del Dittaino est l'appellation d'origine d'une transformation boulangère italienne.

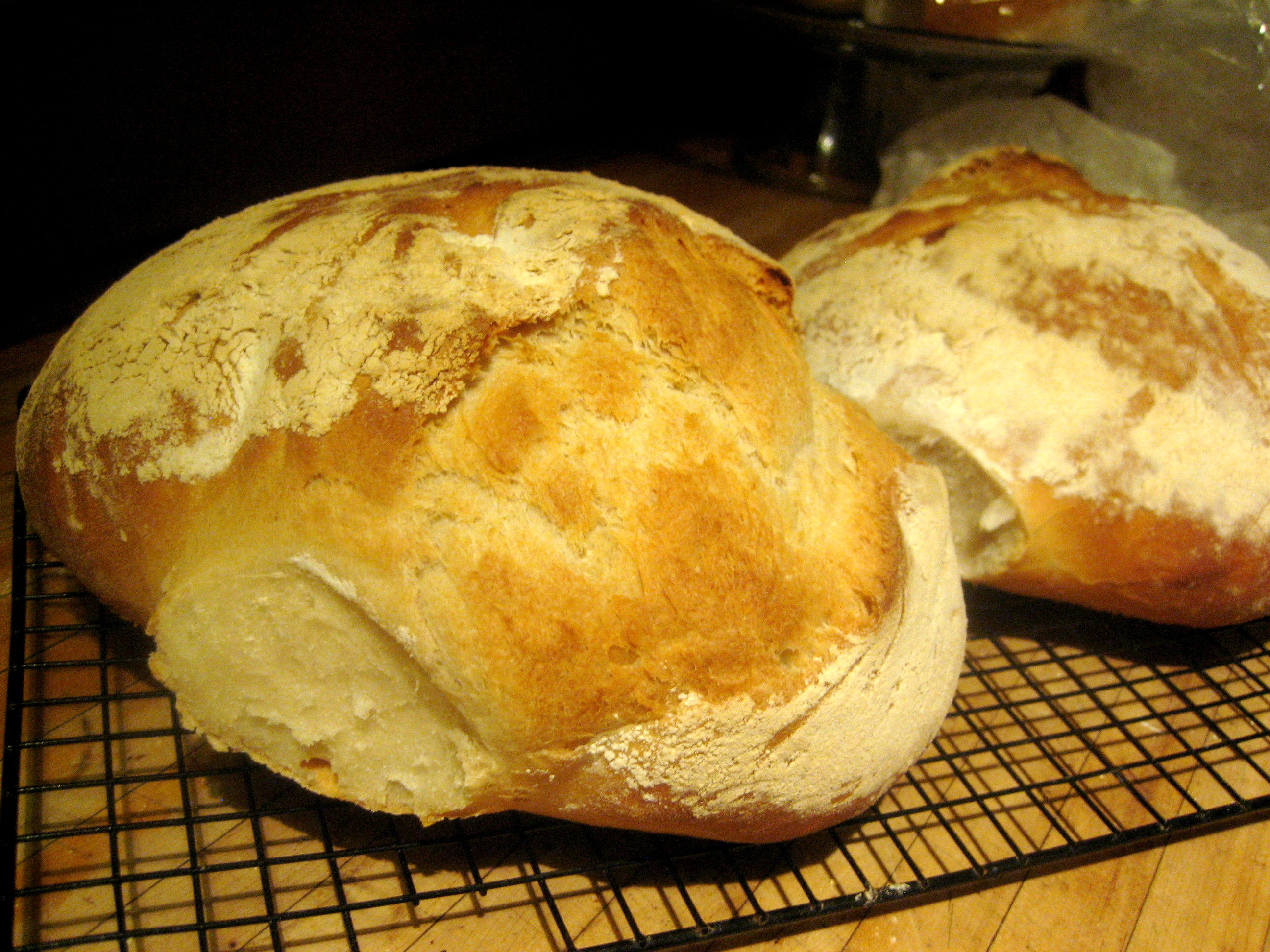
Pagnotta del Dittaino.

Depuis le 17 juin 2009, cette appellation est protégée au sein de l'Union européenne par une appellation d'origine protégée (AOP).

## Histoire
Appelée le « grenier de Rome » par les Romains, la population sicilienne confectionne du pain à base de farine de blé dur depuis des temps immémoriaux. Dans son De Naturalis Historia, Pline l'Ancien nous témoigne l'importance de la culture du blé dur et du rôle essentiel qu'il revêtait dans les habitudes alimentaires des Siciliens.

## Production
Les blés durs destinés à la transformation en pagnotta del Dittaino doivent obligatoirement être issus de la production des agriculteurs de l'aire géographique décrite dans le cahier des charges.

## Caractéristiques
D'un poids compris entre 500 et 1 100 grammes, ce pain se présente sous sa forme usuelle ronde ou d'une demi-miche tranchée. La croûte a une épaisseur de trois à quatre millimètres. Sa mie est de couleur jaune pâle, finement alvéolée, compacte et d'une grande élasticité. Depuis sa date de transformation, il se conserve intact jusqu'à cinq jours tout en gardant sa saveur et sa fraîcheur.

## Aire de production et transformation
Elle couvre les communes d'Agira, Aidone, Assoro, Calascibetta,  Enna, Gagliano Castelferrato, Leonforte, Nicosia, Nissoria,  Piazza Armerina, Regalbuto,  Sperlinga,  Valguarnera Caropepe et  Villarosa dans la province d'Enna et les communes de Castel di Judica, Raddusa et Ramacca dans la province de Catane.